# Ceffonds
Ceffonds é uma comuna francesa na região administrativa de Grande Leste, no departamento de Haute-Marne. Estende-se por uma área de 36,52 km². Em 2010 a comuna tinha 661 habitantes (densidade: 18,1 hab./km²).